# タイヨー (パチスロ)
株式会社タイヨーは、パチスロ機を製造する企業。本社は東京都港区にある。
2010年4月22日、東京地方裁判所に民事再生手続開始を申し立てた。

## 機種一覧

### 3号機以前（主要機種）
- 1986年 - ハイアップ（1号機）
- 1987年 - ハイアップターボ（1.5号機）
- 1989年 - リスキーダック（2号機の爆裂連チャン機）
- 1990年 - ミラクルUFO（3号機の爆裂集中機）
- 1992年 - トライアンフ（3号機）

### 4号機（主要機種）
- 1994年 - ゴールデンダックIII
- 1998年 - スロッティア（初のCT機）
- 1999年 - ナナフク（左・右リールが4段の7ライン機）
- 2000年 - エイトマン（各リールが2段の8ライン機）
- 2002年 - ハンガロアA（初のAT機）、ハローサンタ（初のストック機）
- 2003年 - タイヨーボウリング
- 2004年 - ハローサンタマシンガンバージョン、ヒャクマントン
- 2005年 - ハローサンタスーパートナカイバージョン

### 5号機
| 機種名                                          | 発売年月   | 備考                        |
| ----------------------------------------------- | ---------- | --------------------------- |
| 科学忍者隊ガッチャマン                          | 2007年2月  | 初の5号機                   |
| バックトゥザフューチャーα                       | 2007年7月  |                             |
| DECOICHI                                        | 2007年9月  |                             |
| サンタフェスタ                                  | 2008年2月  |                             |
| 龍神伝                                          | 2008年3月  |                             |
| パチスロ一騎当千(/A)                            | 2008年5月  |                             |
| 花浪漫N-30/完熟ちぇりー                         | 2008年7月  | 沖スロ、「完熟-」は25パイ版 |
| ハイサイ蝶特急                                  | 2008年12月 |                             |
| 琉球浪漫(-30)                                   | 2009年5月  |                             |
| ハイアップマシンガンバージョン                  | 2009年7月  |                             |
| パチスロ一騎当千2                               | 2009年12月 |                             |
| 麻雀王利一                                      | 2010年3月  |                             |
| ファニーサンタ2                                 | 2010年4月  |                             |
| アイムラッキーパレード                          | 2010年6月  |                             |
| 一騎当千BB外伝                                  | 2011年2月  |                             |
| Piaキャロットへようこそ!!G.O.                   | 2011年12月 |                             |
| 一騎当千 Valiant Venus                          | 2012年4月  |                             |
| スーパー花浪漫-30                               | 2012年4月  | 沖スロ                      |
| ハイサイ蝶特急2                                 | 2013年2月  |                             |
| ハローサンタ アルティメットマシンガンバージョン | 2013年6月  |                             |
| 続・回胴のジャンゴ                              | 2013年10月 |                             |
| ビッグボーナスX64                               | 2014年3月  |                             |
| ハイサイ蝶特急ターボ                            | 2014年5月  |                             |
| バビロン with 桜丘ショコラ                      | 2014年9月  |                             |
| コクッチーマスターズ                            | 2015年3月  |                             |
| コクッチーブラック                              | 2016年5月  |                             |